# 세토 하루키
세토 하루키(일본어: 瀬戸 春樹, 1978년 3월 14일 ~ )는 일본의 전 축구 선수이다.

## 구단 경력
과거 요코하마 플뤼겔스, 알비렉스 니가타, 오이타 트리니타, 콘사돌레 삿포로, 감바 오사카, 제프 유나이티드 지바, 가시와 레이솔, YKK AP에서 활동하였다.